# 中证腾安价值100指数
中证腾讯济安价值100A股 是腾讯联合济安金信公司制作的一个股票指数，指数参考中国大陆A股市场的股票制作，2013年正式对外公开发布。

## 简介
腾安价值100指数核心技术源于中国国家863项目“证券行业风险识别、监控与防范技术支持系统”，在中国证监会及中国基金业协会备案的第三方基金评级机构济安金信是该项目的主要参与者。
有报导称该指数侧重三四线蓝筹，偏向于民企。指数选择股票的方式是从舆论监督、金融工程、资本市场、企业年金、资本市场、证券投资、市场价值、管理咨询、统计分析的角度去筛选。按照数据模型模拟测算，在正式上市之前的五年中，腾安价值100在没有专家介入的情况下领先上证综指61.39个百分点。